# Arthur Surridge Hunt
Arthur Surridge Hunt (Romford, Essex, 1 de març del 1871 – 18 de juny del 1934) fou un papiròleg anglès.
Hunt i Bernard Grenfell van descobrir importants papirs en excavacions fetes a Egipte.

## Publicacions
- B. P. Grenfell, A. S. Hunt, D. G. Hogarth, Fayûm Towns and Their Papyri (London 1900)